# Bővelkedő számok
A számelméletben bővelkedő számnak nevezünk minden olyan n egészt, amelyre az osztóösszegfüggvény σ(n)>2n , vagy a valódi osztók összege s(n)>n.
Az osztók összegének és a számnak a különbsége [más szóval σ(n) ‒ 2n] a bővelkedés mértéke. Azon feltételezett számokat, amelyeknél ez a mérték 1, kvázitökéletes számoknak vagy legkevésbé bővelkedő számoknak nevezzük.
A természetes számok 3 osztályba sorolása (hiányos számok, tökéletes számok és bővelkedő számok) elsőként Nikomakhosz görög matematikusnál jelenik meg, 100 körül megjelent, Introductio Arithmetica („Bevezetés az aritmetikába”) című művében.
Az első néhány bővelkedő szám:
12, 18, 20, 24, 30, 36, 40, 42, 48, 54, 56, 60, 66, 70, 72, 78, 80, 84, 88, 90, 96, 100, 102, 104, 108,… (A005101 sorozat az OEIS-ben).
Például a 24 valódi osztói 1, 2, 3, 4, 6, 8 és 12, ezek összege 36. Mivel 36 nagyobb, mint 24, ezért a 24 bővelkedő szám. Bővelkedésének mértéke 36 − 24 = 12.
Az első néhány páratlan bővelkedő szám:
945, 1575, 2205, 2835, 3465, 4095, 4725, 5355, 5775, 5985, 6435, 6615, 6825, 7245, 7425, 7875, 8085, 8415,… (A005231 sorozat az OEIS-ben).

## Tulajdonságok
- A legkisebb páratlan bővelkedő szám a 945.
- A legkisebb, 2-vel és 3-mal nem osztható bővelkedő szám az 5391411025, aminek prímtényezői 5, 7, 11, 13, 17, 19, 23 és 29 (A047802 sorozat az OEIS-ben). Iannucci 2005-ben leírt algoritmusa megkeresi a legkisebb bővelkedő számot, ami nem osztható az első k prímszámmal.[1] Ha {\displaystyle A(k)} jelképezi a legkisebb bővelkedő számot, ami nem osztható az első k prímszámmal, akkor minden {\displaystyle \epsilon >0}-ra:

{\displaystyle (1-\epsilon )(k\ln k)^{2-\epsilon }<\ln A(k)<(1+\epsilon )(k\ln k)^{2+\epsilon }} kellően nagy k-ra.
- Végtelen sok bővelkedő szám létezik, páros és páratlan egyaránt.
- Davenport 1933-ban analitikus módszerekkel bebizonyította, hogy a bővelkedő számok sorozatának van aszimptotikus sűrűsége.[2] Erre Erdős Pál 1934-ben elegáns elemi bizonyítást adott, igazolva, hogy a primitív bővelkedő számok (olyan nem hiányos számok, amelyek minden valódi osztója hiányos) reciprokösszege korlátos. Ez indíttatta Schurt arra, hogy Erdőst Budapest csodájának nevezze. 1998-ban Marc Deléglise francia matematikus megmutatta, hogy bővelkedő számok sorozatának sűrűsége 0,2474 és 0,2480 közé esik, ezzel eldöntve Henri Cohen kérdését, hogy eléri-e az egynegyedet.[3]
- Minden tökéletes szám és minden bővelkedő szám többszöröse bővelkedő szám.[4]
- Minden 46-nál nagyobb páros szám, és minden 20161-nél nagyobb egész szám felírható két bővelkedő szám összegeként.[5]
- Az olyan bővelkedő számokat, amik nem majdnem tökéletes számok, furcsa számoknak nevezik.[6]
- Az olyan bővelkedő számokat, ahol a bővelkedés mértéke 1, kvázitökéletes számoknak vagy legkevésbé bővelkedő számoknak nevezzük – bár még nem sikerült ilyen számot találni.

## Kapcsolódó koncepciók
Az n szám bővelkedési indexe (abundancy index) a σ(n)/n arány.

## Lásd még
- Tökéletes számok
- Hiányos számok
- Barátságos számok